# 베스테를로

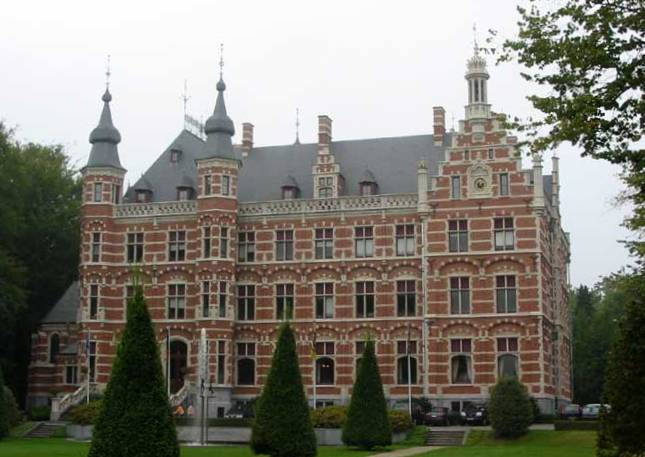
베스테를로 시청

베스테를로(네덜란드어: Westerlo)는 벨기에 플란데런 지역 안트베르펜주에 위치한 도시로 면적은 55.13km2, 인구는 24,705명(2016년 1월 1일 기준), 인구 밀도는 450명/km2이다.

시기
시 문장

## 같이 보기
- KVC 베스테를로